# Dirhinus claviger
Dirhinus claviger är en stekelart som beskrevs av Boucek och T.C. Narendran 1981. Dirhinus claviger ingår i släktet Dirhinus och familjen bredlårsteklar.
Artens utbredningsområde är Sri Lanka. Inga underarter finns listade i Catalogue of Life.